# ヨーゼフ・ブラドル
ヨーゼフ・ブラドル（Josef "Bubi" Bradl　またはSepp Bradl、1918年1月8日 - 1982年3月3日）は、オーストリアとドイツの元スキージャンプ選手・指導者。ドイツ、バイエルン州ヴァッサーブルク・アム・イン（de:Wasserburg am Inn）生まれ。ヨーゼフの愛称であるゼップと表記されることもある。

## 生涯
ブラドルは1936年3月5日にプラニツァで史上初めての100mジャンプ（101m）を記録、1938年には107mに記録を更新した。
1938年にオーストリアがナチス・ドイツに併合されたあとはドイツ代表として、1939年ノルディックスキー世界選手権（ポーランド、ザコパネ）で金メダルを獲得した。
第二次世界大戦終結後、ブラドルは1950年代前半に30歳代ながら競技に復帰。1952年オスロオリンピックでは、オーストリア選手団の旗手を務めた。1952/53シーズンの第1回ジャンプ週間では総合優勝を果たした。
現役引退後は1958年から指導者となりドイツおよびオーストリアのナショナルチームコーチを歴任、また1982年に亡くなるまでザルツブルク州のミュールバッハ・アム・ホッホケーニヒで妻ポーラとともにスキー宿を営んでいた。